# Anthurium macrophyllum
Anthurium macrophyllum là một loài thực vật có hoa trong họ Ráy (Araceae). Loài này được (Sw.) Schott miêu tả khoa học đầu tiên năm 1829.